# ヤン1世 (ポーランド王)
ヤン1世オルブラフト（ポーランド語表記：Jan I Olbracht(Albrecht) / リトアニア語表記：Jonas Albrechtas, 1459年12月27日 - 1501年6月17日）は、ポーランド王（在位：1492年 - 1501年）。カジミェシュ4世とローマ王アルブレヒト2世の娘エリーザベトの三男。ボヘミア王及びハンガリー王であるウラースロー2世（ヴラジスラフ・ヤゲロンスキー）の弟、ポーランド王兼リトアニア大公アレクサンデルおよびジグムント1世の兄である。

## 生涯

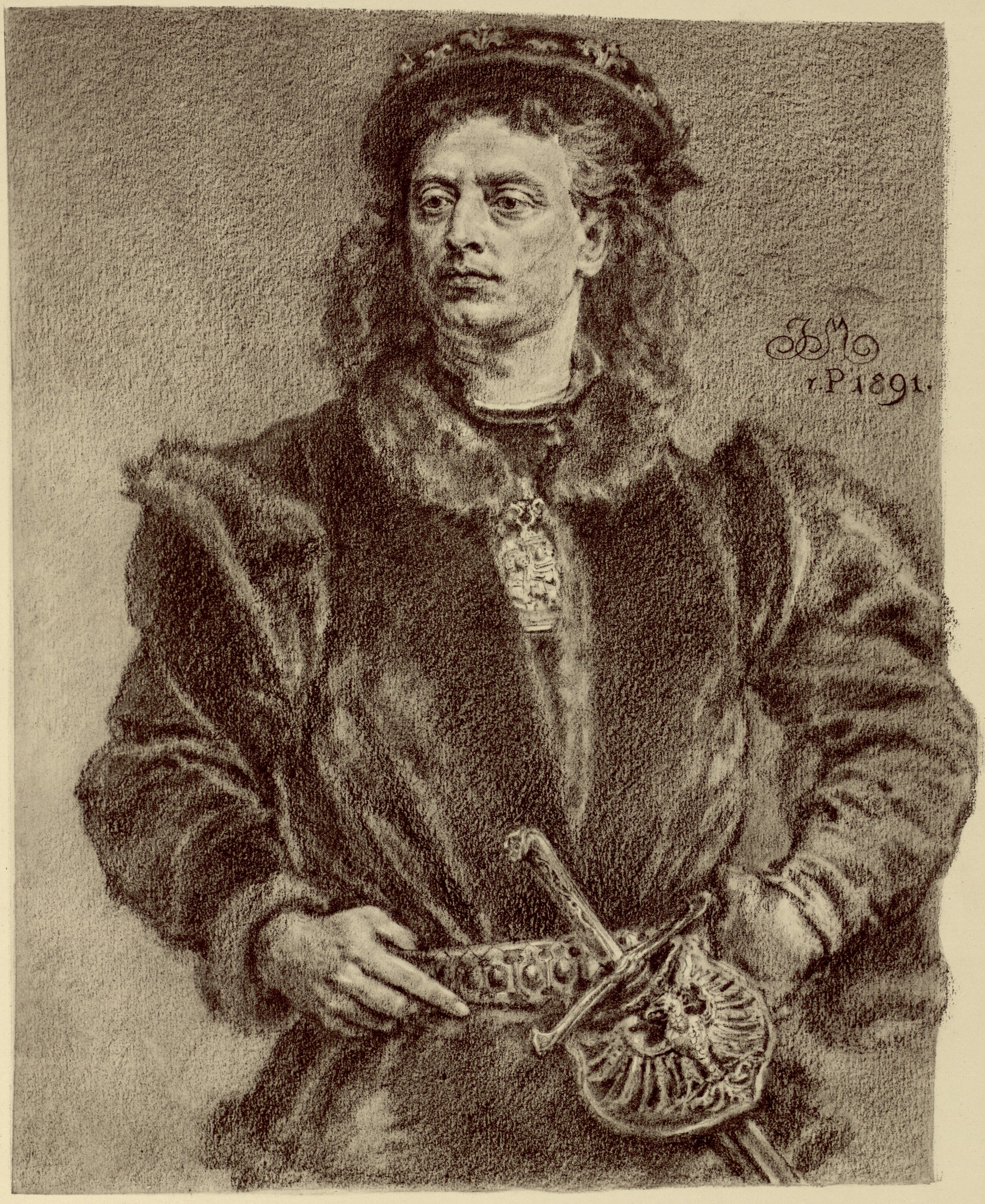
ヤン・マテイコによる肖像画

ヤン・オルブラフトはポーランド王太子として、コペルズティンの戦い（1487年）でタタールに対し華々しい勝利を収めた。1490年、ハンガリーの貴族階級はラコーシュの議会においてヤンをハンガリー王と宣言したが、この決定は兄のボヘミア王ウラースロー2世によって退けられ、ウラースロー2世がハンガリー王に即位した。
1492年、父の死によりポーランド王位を継承した。一方、弟アレクサンデルのリトアニア大公位継承に伴い同君連合が一時的に解消されたことで、ポーランド国家財政は著しい損害を受けたため、地方の下級貴族（シュラフタ）の牙城であるセイミクのような地方議会の激しい敵意を招き、補助金を国王による彼らへの追従姿勢によって捻出する傾向が強まった。
ヤン1世はオスマン帝国に対峙するキリスト教世界の覇者としての地位を望み、時代状況は彼の野心に味方していた。兄ウラースロー2世はハンガリーとボヘミアの国王として中欧に大きな影響力を振るっており、ライバルの神聖ローマ皇帝マクシミリアン1世が1492年にモスクワ大公イヴァン3世と結んだ同盟に匹敵する同盟体制の構築を目論んでいた。ヤン1世本人もモルダヴィア公国を属国としていたために、トルコ人による攻撃の脅威にさらされていた。1494年にレヴォチャで結ばれた盟約では、ヤン1世、ウラースロー2世兄弟及びブランデンブルク選帝侯ヨハン・ツィーツェロの3人の君主が対トルコ遠征に関する詳細を詰め、ヤン1世の支援を仰ごうとしていたモルダヴィアのホスポダル・シュテファン3世もこの会談に協力した。
1496年、戦役のためにヤン1世は大きな代償を払いつつポーランド内から80000人の兵士をかき集めたが、軍事計画はシュテファン3世のモルダヴィア軍によるガリツィアへの突然の侵攻によって瓦解した。モルダヴィアがポーランドと敵対した理由は、ヤン1世が末弟のジグムントにモルダヴィア公位を与える野心をかぎつけた為と言われる。敵対したモルダヴィアとポーランドは戦争に突入し、モルダヴィア領内に入ったポーランド軍は首都スチャヴァの包囲に失敗した後、コズミン森の戦いで決定的な敗退を喫した。この敗戦の原因の1つは、従軍したシュラフタ達の不服従による指揮系統の乱れにあったとし、ポーランド帰国後にヤン1世は数百人のシュラフタの所領を没収している。ただし、国王は治世末期には人気を回復している。

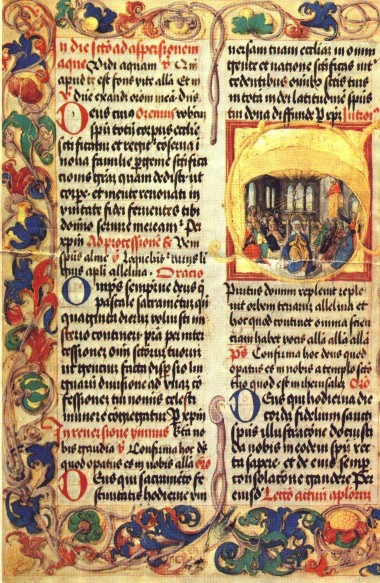
ヤン1世のグラドゥアーレ

ドイツ騎士団の新総長となったフリードリヒ・フォン・ザクセン (en) がポーランド王への忠誠を拒むと、ヤン1世は彼に無理やり服従を強要した。騎士団に更なる迫害を加えようとしたヤン1世の決意は、1501年に自身が急死したことで挫折した。子供が無かったため、王位はアレクサンデルが継承、ポーランドとリトアニアは再び同君連合となった。